# Коростинское сельское поселение
Коро́стинское се́льское поселе́ние — муниципальное образование в составе Котовского района Волгоградской области.
Административный центр — село Коростино.

## История
Коростинское сельское поселение образовано 22 декабря 2004 года в соответствии с Законом Волгоградской области № 974-ОД.

## Население
| 2010  | 2012  | 2013  | 2014  | 2015  | 2016  | 2017  |
| ----- | ----- | ----- | ----- | ----- | ----- | ----- |
| 1209  | ↘1168 | ↘1133 | ↘1118 | ↘1111 | ↗1113 | ↘1108 |
| 2018  | 2019  | 2020  | 2021  |       |       |       |
| ↘1089 | ↗1104 | ↘1069 | ↘1036 |       |       |       |

## Состав сельского поселения
| № | Населённый пункт | Тип населённого пункта       | Население |
| - | ---------------- | ---------------------------- | --------- |
| 1 | Коростино        | село, административный центр | ↘1133     |
| 2 | Племхоз          | село                         | 229       |